# Ізоанемони
Ізоанемони (рос. изоанемоны; англ. isoanemones; нім. Isanemonen f pl)  (від ізо... та грецьк. anemos - вітер)— ізолінії середньорічної швидкості вітру.
Виробництво карт, на яких позначені ізоанемони важливе для відображення та перегляду щорічного розширення тих самих швидкостей вітру, які мають вирішальне значення для загальної метеорологічної картини регіону чи регіону.
Ізоанемони використовують як засіб представлення даних щодо вітрів в атласах вітрів. Ці атласи зазвичай складаються для кліматологічних досліджень та можуть містити інформацію як щодо середньої швидкості, так і щодо відносної частоти вітрів кожної швидкості у регіоні. Зазвичай атлас містить середні за годину дані, виміряні на висоті 10 м та усереднені за десятки років.